# Justice Dipeba
Justice Dipeba (* 3. Dezember 1974) ist ein ehemaliger botswanischer Leichtathlet, der sich auf den Sprint spezialisiert hat.

## Sport
Dipeba nahm an den Olympischen Sommerspielen 1996 in Atlanta teil. Im Wettkampf über 200 m schied er im Vorlauf aus. Dipeba war auch der Fahnenträger von Botswana bei den Eröffnungsfeierlichkeiten. Bei den Leichtathletik-Afrikameisterschaften 1996 in Yaoundé errang er die Bronzemedaille.
Dipeba arbeitet als persönlicher Trainer von Isaac Makwala.